# XVI Conferenza delle Nazioni Unite sulla biodiversità

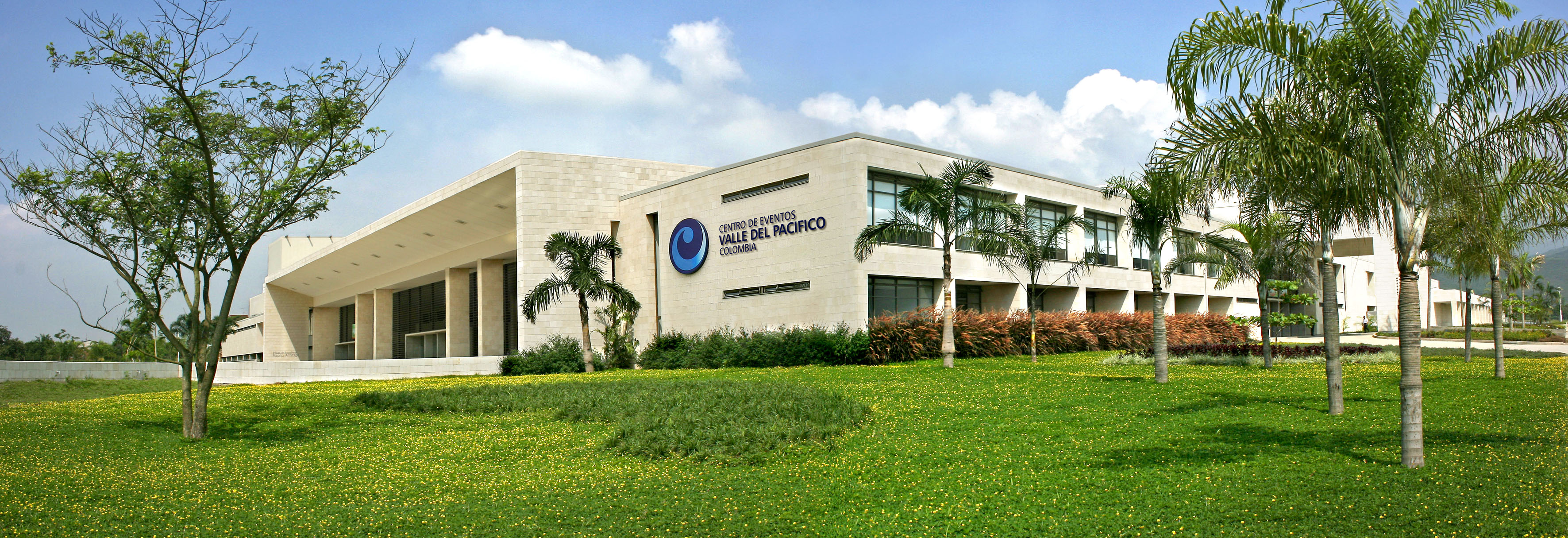
Il Centro de Eventos Valle del Pacífico di Cali, sede della COP16.

La XVI Conferenza delle Nazioni Unite sulla biodiversità (Sixteenth meeting of the Conference of the Parties to the Convention on Biological Diversity, COP16) si è  tenuta a Cali, in Colombia, dal 21 ottobre al 2 novembre 2024, anche se era previsto che terminasse il 1º novembre 2024.
La conferenza di Cali incorporava la 16ª Conferenza delle Parti della Convenzione sulla diversità biologica (COP16), l'11ª Conferenza delle Parti del Protocollo di Cartagena (CP-MOP11) e la 5ª Conferenza delle Parti del Protocollo di Nagoya (NP-MOP5).
Uno dei temi chiave della COP16 era il monitoraggio del Kunming-Montreal Global Biodiversity Framework, con l'obiettivo di valutare i progressi degli Stati nel raggiungimento degli scopi e degli obiettivi nazionali stabiliti nella precedente Conferenza del 2022.

## Paese ospitante
La Conferenza del 2024 era stata assegnata alla Turchia, che ha rinunciato a causa delle scosse di terremoto che hanno colpito il paese nel febbraio 2023.
Nel coso della XXVIII Conferenza delle Parti dell'UNFCCC, a Dubai, la ministra colombiana dell'ambiente e dello sviluppo sostenibile Susana Muhamad ha comunicato la disponibilità del suo paese a ospitare la Conferenza.
Il 14 febbraio 2024 il presidente colombiano Gustavo Petro ha comunicato che la Conferenza si sarebbe tenuta a Cali per la sua posizione geografica in quanto circondata dalla regione del Pacifico colombiano, una delle regioni con la maggiore biodiversità del pianeta.

### Logo
Per identificare l'evento è stato creato un logo ispirato al fiore di Inírida, un fiore endemico della Colombia, con il motto «Paz con la Naturaleza» (Pace con la natura). Il logo è stato presentato il 28 febbraio 2024 all'Assemblea delle Nazioni Unite per l'ambiente, che si è tenuta a Nairobi, dal ministro colombiano Susana Muhamad e da David Cooper, segretario esecutivo ad interim della Convenzione sulla diversità biologica (CBD).

### Sede della conferenza
L'area della Conferenza era suddivisa in due zone: «zona blu» e «zona verde»:
- la «zona blu» era costituita dal Centro de Eventos Valle del Pacífico, un'area di 77419 m² in grado di ospitare sino a 12 000 persone, gestita dalla Convenzione sulla diversità biologica (CBD) e destinata solo alle delegazioni delle Parti, ai capi di Stato e di governo, agli osservatori autorizzati e alla stampa accreditata;[6]
- la «zona verde», era situata nel Bulevar del Río e in altri luoghi della città, per circa 350000 m², aperta al pubblico per incoraggiare la partecipazione della società civile, delle organizzazioni non governative, del settore privato e di tutte le persone interessate alla protezione e conservazione della diversità biologica.[7][8][9]

## Contesto

### Obiettivi
Dopo l'adozione del Kunming-Montreal Global Biodiversity Framework uno degli obiettivi della Conferenza del 2024 è stato quello di rivedere l'attuale stato di applicazione e la mobilitazione di risorse per la sua esecuzione per «fermare e invertire la perdita di biodiversità» entro il 2030.
In vista della COP16 del 2024, si riteneva che i governi nazionali avrebbero presentato le rispettive strategie a lungo termine per raggiungere gli obiettivi, noti come "Strategie e piani d'azione nazionali per la biodiversità" (NBSAP); tuttavia, un'indagine congiunta del Guardian e di Carbon Brief ha rivelato che solo 25 dei 196 paesi che avevano aderito al Global Biodiversity Framework avevano presentato i propri Piani nazionali prima dell'inizio della Conferenza.
Secondo l'indagine solo cinque dei 17 paesi megadiversi (Australia, Cina, Indonesia, Malaysia e Messico), nonché quattro Stati del G7 (Canada, Francia, Italia e Giappone), hanno presentato i rispettivi Piani nazionali entro la scadenza. I rappresentanti della Colombia hanno annunciato che avrebbero presentato il proprio Piano durante la Conferenza, mentre i portavoce di Regno Unito, Brasile e India hanno dichiarato che non pubblicheranno i rispettivi Piani prima del 2025.
La COP16 è stata considerata anche l'occasione per rivedere altri obiettivi fissati nella precedente conferenza di Montreal, compreso un accordo per fornire ai paesi in via di sviluppo almeno 20 miliardi di dollari per finanziare l'attuazione degli obiettivi di conservazione entro il 2025 e almeno 30 miliardi di dollari all'anno entro il 2030.
Un altro obiettivo del Global Biodiversity Framework esortava i paesi a identificare i finanziamenti per le fonti dannose per la natura e a tagliarli di 500 miliardi di dollari all'anno entro la fine del decennio. All'inizio della Conferenza solo sette paesi sviluppati avevano contribuito al Fondo globale per la biodiversità (GBFF) donando un totale di 244 milioni di dollari.
Era pure previsto che i paesi partecipanti negoziassero il primo accordo globale sulle informazioni digitali sulle sequenze di risorse genetiche e sulla biopirateria, un fenomeno che aveva colpito particolarmente i paesi del Sud globale, e garantire il pieno coinvolgimento dei popoli indigeni in tutto il mondo, citati diciotto volte nel Global Biodiversity Framework, nell'attuazione degli obiettivi fissati dal Framework stesso. Inoltre, durante la conferenza era prevista la trattativa per una bozza del piano d'azione globale sulla biodiversità e la salute.
Interrogata sulla possibilità che gli Stati Uniti ratifichino la Convenzione, che avevano sempre rifiutato di farlo, la segretaria esecutiva della Convenzione sulla diversità biologica, Astrid Schomaker, ha affermato che, mentre gli Stati Uniti «partecipano sempre alle COP con delegazioni piuttosto grandi», la ratifica non è stata un argomento «discusso attivamente» nel Paese, indipendentemente dall'esito delle elezioni presidenziali del 2024, mancando il sostegno di una solida maggioranza nel Senato degli Stati Uniti.
Schomaker ha inoltre affermato che COP16 sarà «la più grande COP di sempre», grazie al coinvolgimento di un maggior numero di parti interessate e delegati nazionali, nonché a un aumento della copertura mediatica internazionale; ha inoltre sottolineato come l'incontro sarà un'occasione per le istituzioni di riconoscere che «non possiamo risolvere la crisi climatica senza considerare la crisi della natura».

### Omicidi di attivisti ambientali
Secondo un rapporto annuale di Global Witness sulle vittime della violenza e della repressione contro l'attivismo ambientale, pubblicato nel settembre 2024, 196 ambientalisti e attivisti in tutto il mondo sono stati assassinati nel 2023.
Per il secondo anno consecutivo la Colombia è in cima alla lista con 79 omicidi (19 in più rispetto all'anno precedente), seguita dal Brasile con 25 omicidi, Messico e Honduras, con 18 omicidi ciascuno. Global Witness ha affermato che i gruppi della criminalità organizzata sono stati collegati a circa la metà di tutti gli omicidi di attivisti ambientali avvenuti in Colombia nel 2023 e che metà degli attivisti uccisi in Colombia erano indigeni, mentre altri erano afro-colombiani o piccoli agricoltori.
Il rapporto ha inoltre sollevato preoccupazioni riguardo alla crescente repressione e censura delle proteste guidate da associazioni ambientaliste in diversi paesi, tra cui Regno Unito, Francia, Italia, Germania e Paesi Bassi.

### Misure di sicurezza
In seguito alla fine del cessate il fuoco tra il governo colombiano e alcune fazioni del movimento di guerriglia Estado Mayor Central (EMC) nel marzo/luglio 2024, a causa delle violenze in corso in diverse province colombiane, il 16 luglio i rappresentanti dell'EMC hanno minacciato che «la COP16 fallirà anche se militarizzasse la città con i gringos (statunitensi)» in un post su X indirizzato al presidente della Colombia Gustavo Petro.
In seguito a ulteriori minacce da parte dell'EMC e dei falliti attacchi terroristici a Cali e Jamundí, è stato comunicato che migliaia di militari dell'esercito e della polizia nazionale sarebbero stati schierati a Cali per garantire la sicurezza dei delegati e dei cittadini.
Il 30 luglio il leader dell'EMC Nestor Gregorio (conosciuto anche con il nome di battaglia Iván Mordisco), ha annunciato che le unità del gruppo non avrebbero influenzato alcun evento legato alla COP16 «come segno di desiderio di pace».
La segretaria esecutiva della Convenzione sulla diversità biologica, Astrid Schomaker, ha affermato che il suo staff ha «lavorato a stretto contatto» con le autorità nazionali, regionali e locali per organizzare efficaci misure di sicurezza per la COP16.

## Negoziati

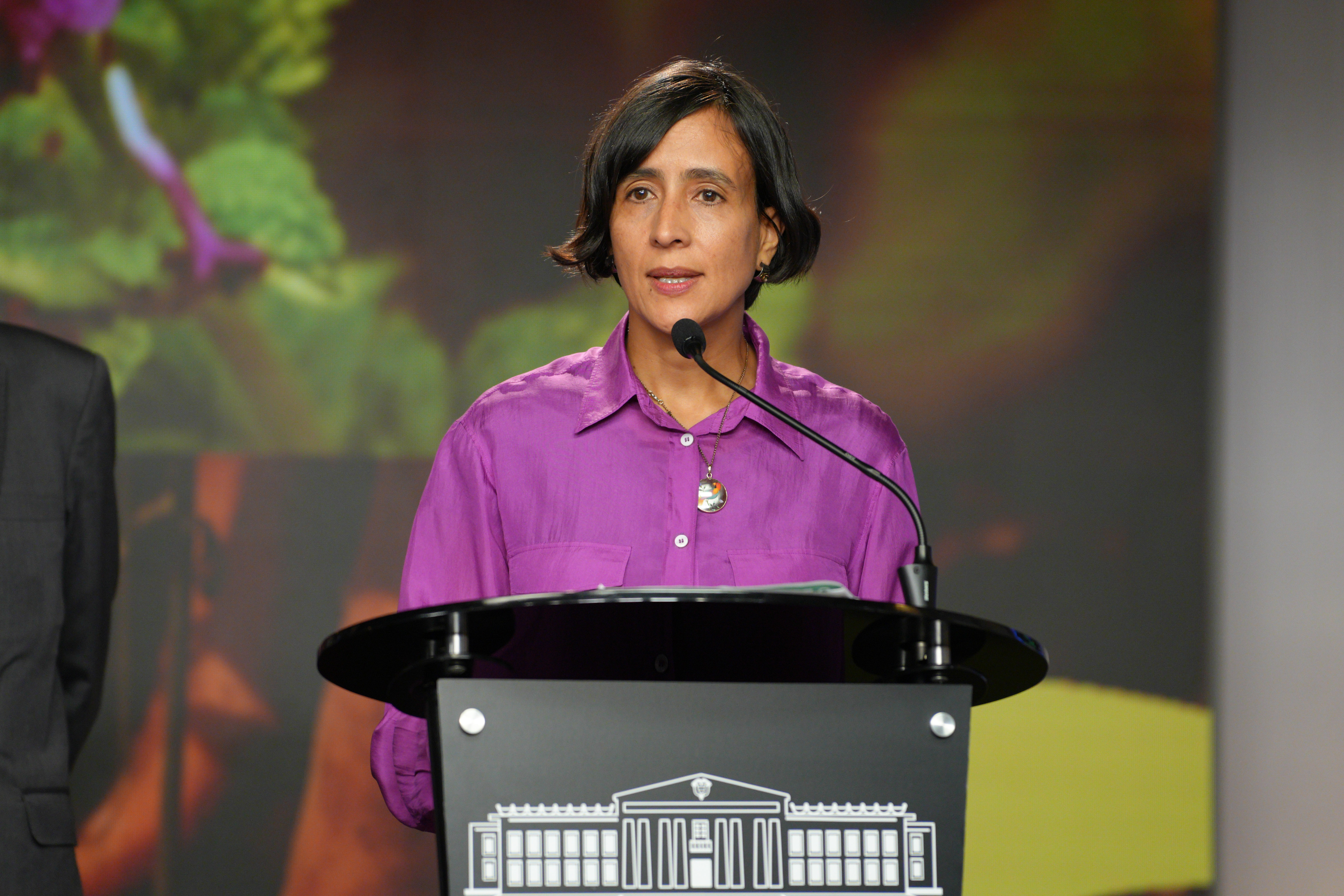
Susana Muhamad, ministro colombiano dell'ambiente e dello sviluppo sostenibile e presidente della COP16

Presidente della COP16 è stata Susana Muhamad, ministro dell'ambiente e dello sviluppo sostenibile della Colombia.
La cerimonia di apertura, che si è tenuta il 21 ottobre 2024, è stata caratterizzata dai discorsi di Susana Muhamad, del presidente Gustavo Petro, del consigliere maggiore dell'Organizzazione Nazionale Indigena della Colombia (ONIC), Orlando Rayo, e un videomessaggio del segretario generale delle Nazioni Unite, António Guterres, che ha esortato i diplomatici partecipanti a «passare dalle parole ai fatti» al fine di raggiungere gli obiettivi fissati dal Kunming-Montreal Global Biodiversity Framework.
Sempre il 21 ottobre Susana Muhamad ha presentato la Strategia nazionale per la biodiversità e piano d'azione (NBSAP) della Colombia, intitolato Plan de Acción por la Biodiversidad 2030 ("Piano d'azione per la biodiversità 2030"). Il documento fissa sei obiettivi nazionali e 191 azioni concrete necessari per soddisfare il Global Biodiversity Framework del 2022 entro la fine del decennio in corso.
Mentre era in corso la COP16 un gruppo di ricercatori del Museo di storia naturale di Londra ha presentato un'analisi indipendente sull'efficacia delle pratiche di conservazione a livello mondiale, da cui è emerso che, in media, l'integrità della biodiversità è diminuita a livello globale tra il 2000 e il 2020, diminuendo più rapidamente nelle aree protette prese in considerazione rispetto alle aree considerate critiche per la biodiversità che non erano protette; lo studio ha inoltre stimato che il 17,5% delle aree terrestri e l'8,4% delle aree marine erano protette dal punto di vista naturale, con un aumento di circa mezzo punto percentuale ciascuna rispetto alla COP15 nel 2022 e si prevede che il valore totale raggiungerà almeno il 30% entro il 2030, come parte di uno degli obiettivi fissati dal Global Biodiversity Framework.
Durante la prima settimana della Conferenza rappresentanti delle comunità indigene e afro discendenti e associazioni della società civile, sono stati coinvolti in appositi forum internazionali. Il quotidiano El Colombiano ha riferito che nella sessione conclusiva della prima settimana sono stati adottati cinque "documenti chiave" relativi agli obiettivi fissati dai protocolli di Cartagena e Nagoya, mentre sono stati adottati nuovi accordi preliminari per la conservazione della fauna selvatica e per le pratiche sostenibili nei settori agricolo, alimentare e finanziario.
Nella seconda settimana della Conferenza i negoziati per fornire ai paesi in via di sviluppo maggiori risorse per l'attuazione degli obiettivi di conservazione entro il 2030 hanno continuato a subire una fase di stallo, poiché la richiesta dei paesi in via di sviluppo, compreso il Brasile, di creare un nuovo fondo per la biodiversità, ha incontrato l'opposizione dei paesi donatori e dall'Unione europea. 
Un portavoce della Convenzione sulla diversità biologica, David Ainsworth, ha affermato che è «ovvio» che un completo accordo al riguardo non sarà raggiunto entro la fine della COP16, con i delegati che continueranno i negoziati nel periodo successivo, in quanto parte di una nuova organizzazione o di un organismo esistente delle Nazioni Unite. Alcuni analisti e partecipanti hanno anche notato come i finanziamenti per i paesi in via di sviluppo richiesti dal Global Biodiversity Framework fossero «una goccia nel mare» rispetto agli incentivi pagati dai governi ai fornitori di fonti dannose per la natura.
Il 29 e 30 ottobre 2024 si è tenuto il segmento ad Alto livello con la partecipazione di 6 capi di Stato e circa 110 ministri, di rappresentanti delle organizzazioni internazionali e delle organizzazioni non governative.
L'Italia era rappresentata dal sottosegretario al Ministero dell'ambiente e della sicurezza energetica Claudio Barbaro.

## Decisioni finali
Il segretariato della Convenzione sulla diversità biologica ha comunicato che al 1º novembre 2024 erano stati presentati 119 "obiettivi nazionali" allineati con il Global Biodiversity Framework, ma solo 44 (tra cui l'Italia) li avevano aggiornati con le "Strategie e piani d'azione nazionali per la biodiversità" (NBSAP).
Le trattative sono proseguite sino alle prime ore di sabato 2 novembre: su alcuni temi è stato trovato l'accordo, su altri, alle 8 del mattino, constatato che ormai mancava il quorum dei delegati, la presidente della Conferenza ha sospeso la riunione.

### Accordi sottoscritti
- "Cali Fund", fondo finanziario globale per favorire una equa redistribuzione dei benefici e dei profitti derivanti dall'uso delle "informazioni relative al sequenziamento digitale" (Digital Sequence Information, DSI) delle risorse genetiche.
- Istituzione di un organo sussidiario permanente per rafforzare il ruolo delle popolazioni indigene e delle comunità locali per la biodiversità e riconoscimento delle popolazioni di discendenza africana come custodi della biodiversità.
- Attuazione e monitoraggio del Kunming-Montreal Global biodiversity framework.
- Biologia di sinesi: adozione di un nuovo piano d'azione tematico per aiutare ad affrontare le esigenze di sviluppo delle capacità, trasferimento tecnologico e condivisione delle conoscenze degli Stati, delle popolazioni indigene e delle comunità locali.
- Specie aliene invasive. La decisione della COP16 affronta uno dei cinque principali fattori diretti della perdita di biodiversità, evidenziando la necessità di cooperazione internazionale, rafforzamento delle capacità e supporto tecnico per i paesi in via di sviluppo.
- Aree marine. Nuova metodologia per identificare e aggiornare le aree marine ecologicamente o biologicamente significative (EBSA).
- Gestione sostenibile della fauna selvatica e conservazione delle piante. Gestione sostenibile della fauna selvatica con la collaborazione di organismi internazionali quali CITES e FAO; aggiornamento della Strategia globale per la conservazione delle piante.
- Biodiversità e salute. Piano d'azione globale sulla biodiversità e la salute progettato per contribuire a frenare l'emergenza di malattie zoonotiche, prevenire le malattie non trasmissibili e promuovere ecosistemi sostenibili.
- Valutazione del rischio. Le Parti del Protocollo di Cartagena hanno accolto con favore le nuove linee guida volontarie sulla valutazione dei rischi derivanti dagli "organismi viventi modificati" contenenti gene drive ingegnerizzati.

### Accordi rinviati
Rinvio a successivi incontri per approvare una nuova "Strategia per la mobilitazione delle risorse" per garantire 200 miliardi di dollari all'anno entro il 2030; reindirizzamento entro il 2030 di 500 miliardi di dollari all'anno in sussidi che danneggiano la biodiversità. La COP16 ha anche valutato l'efficacia del Fondo mondiale per l'ambiente (GEF), che funge da meccanismo finanziario della Convenzione, rilevando che durante i primi due anni dell'attuale ciclo di finanziamento (GEF-8), ha approvato 2,42 miliardi di sostegno diretto al Kunming-Montreal Global biodiversity framework.